# Giovanni Pindemonte
Giovanni Pindemonte o Pindemónte (Verona, 4 de diciembre de 1751 – Verona, 23 de enero de 1812) fue un dramaturgo y poeta italiano, hermano mayor del también poeta Ippolito Pindemonte.
De carácter inquieto, llevó una vida aventurera y fogosa, adherido fervientemente a las ideas revolucionarias liberales y anduvo exiliado en París en 1793; caída la República Véneta, volvió a Italia, pero la invasión austrorrusa lo llevó de nuevo a París, donde fue sospechoso en una conspiración antinapoleónica. De nuevo en Milán, fue miembro del cuerpo legislativo de la República Italiana (1802). Estos eventos le inspiraron rimas políticas y patrióticas como la Ode alla Repubblica Cisalpina (1798) y el pequeño poema Le ombre napoletane (post. 1803) en que evoca a los mártires de 1799.
Más importantes son sus doce tragedias de tema histórico y estructura alfieriana, pero con influjos shakespearianos en algunas (Ginevra di Scozia, Elena e Gerardo y Cincinnato), así como larga concesión a lo espectacular y lo patético (I baccanali, su mayor éxito, estrenada en 1782 y publicada en 1788; Cincinnato, 1803; Mastino I della Scala, I coloni di Candia, Orso Ipato, Agrippina, Cianippo, Adelina e Roberto, Il salto di Leucade, Ginevra di Scozia, Elena e Gerardo, Donna Caritea regina di Spagna). Las doce fueron publicadas en Milán entre 1804 y 1805 bajo el título de Componimenti teatrali (4 vols.), preceddidas de un Discorso sul teatro italiano.